# Platyeutidium multispinosum
Platyeutidium multispinosum är en skalbaggsart som först beskrevs av Wenzel 1944.  Platyeutidium multispinosum ingår i släktet Platyeutidium och familjen stumpbaggar. Inga underarter finns listade i Catalogue of Life.